# Adelino Gomes
Adelino Clemente Gomes ComIH (Marrazes, Leiria, 10 de agosto de 1944) é um jornalista português.
Após frequentar o Liceu Nacional de Leiria, estudou Filosofia e Direito na Universidade de Lisboa, cursos que nunca concluiu para se dedicar ao jornalismo. Na rádio foi locutor do Rádio Clube Português, da Rádio Renascença e da Deutsche Welle, diretor de informação e realizador de programas na Radiodifusão Portuguesa.
Destacou-se como jornalista na cobertura da Revolução dos Cravos (Ver: Cravos de Abril), sendo ao mesmo tempo um dos mais importantes colaboradores do repórter alemão Horst Hano, da ARD, durante o tempo em que este atuou em Portugal (1974/76). Trabalhou como repórter na RTP em 1975, no período mais delicado da revolução, cobrindo acontecimentos como o 11 de Março de 1975, o início da guerra civil em Angola e a guerra civil em Timor. Retomou esse dossier no Público, jornal que ajudou a fundar em 1989 e do qual foi diretor-adjunto e redator-principal.
É coautor do disco 'O dia 25 de Abril (duplo álbum com a reportagem sobre a revolução) e dos livros Portugal 2020 (1998), O 25 de Abril de 1974 — 76 fotografias e um retrato (1999), Carlos Gil - um fotógrafo na revolução (2004), As flores nascem na prisão, Timor-Leste - ano 1 (2004) e coautor de Os dias loucos do PREC (2006).
A 10 de junho de 1991, foi agraciado com o grau de Comendador da Ordem do Infante D. Henrique.
Desempenhou o cargo de Provedor do Ouvinte da RDP (2008-2010) sucedendo a José Nuno Martins.
Lecionou na Escola Superior de Comunicação Social de Lisboa (1975-1981), na Escola Superior de Jornalismo do Porto (1986) e na Universidade Autónoma de Lisboa (1992-2002). Foi formador no CENJOR - Centro de Formação Protocolar para Jornalistas e coordenou o Curso de Formação de Jornalistas e Animadores de Emissão da TSF. 
Doutorou-se em Sociologia (especialidade em Sociologia da Comunicação, da Cultura e da Educação) em 2011, no ISCTE-IUL, com uma tese intitulada O telejornal e o zapping na era da Internet. Estudo do comportamento de editores e telespectadores nos jornais televisivos das 20 horas da RTP1, SIC e TVI (2006-2010) É atualmente investigador associado no CIES-IUL.
Dedicou-se à formação de jovens jornalistas de cursos universitários em 2013/14.